# جاك هوارد (لاعب هوكي الجليد)
جاك هوارد هو لاعب هوكي الجليد كندي، ولد في 15 أكتوبر 1909 في لندن في كندا، وتوفي في 14 سبتمبر 1983.

## وصلات خارجية
- جاك هوارد على موقع دوري الهوكي الوطني (الإنجليزية)
- جاك هوارد على موقع EliteProspects.com (الإنجليزية)
- جاك هوارد على موقع HockeyDB.com (الإنجليزية)
- جاك هوارد على موقع Hockey-Reference.com (الإنجليزية)